# Бартлетт (Нью-Гемпшир)
Бартлетт (англ. Bartlett) — місто (англ. town) в США, в окрузі Керролл штату Нью-Гемпшир. Населення — 3200 осіб (2020).

## Демографія
Згідно з переписом 2010 року, у місті мешкало 2788 осіб у 1307 домогосподарствах у складі 762 родин. Було 4115 помешкань
Расовий склад населення:
| - 97,7 % — білих - 0,4 % — азіатів - 0,3 % — корінних американців - 0,3 % — чорних або афроамериканців |

До двох чи більше рас належало 1,3 %. Частка іспаномовних становила 0,9 % від усіх жителів.
За віковим діапазоном населення розподілялося таким чином: 17,4 % — особи молодші 18 років, 62,1 % — особи у віці 18—64 років, 20,5 % — особи у віці 65 років та старші. Медіана віку мешканця становила 49,0 року. На 100 осіб жіночої статі у місті припадало 99,3 чоловіків;  на 100 жінок у віці від 18 років та старших — 99,2 чоловіків також старших 18 років.
Середній дохід на одне домашнє господарство  становив 69 517 доларів США (медіана — 50 250), а середній дохід на одну сім'ю — 76 180 доларів (медіана — 73 951). Медіана доходів становила 41 782 долари для чоловіків та 30 047 доларів для жінок. За межею бідності перебувало 9,1 % осіб, у тому числі 7,1 % дітей у віці до 18 років та 4,5 % осіб у віці 65 років та старших.
Цивільне працевлаштоване населення становило 1456 осіб. Основні галузі зайнятості: мистецтво, розваги та відпочинок — 26,4 %, освіта, охорона здоров'я та соціальна допомога — 20,8 %, роздрібна торгівля — 19,0 %.